# Cobubatha orcidia
Cobubatha orcidia är en fjärilsart som beskrevs av Druce 1898. Cobubatha orcidia ingår i släktet Cobubatha och familjen nattflyn. Inga underarter finns listade i Catalogue of Life.